# Station Żary Kunice Wąskotorowe
Station Żary Kunice Wąskotorowe is een spoorwegstation in de Poolse plaats Żary.